# Liste des voies de Vesoul

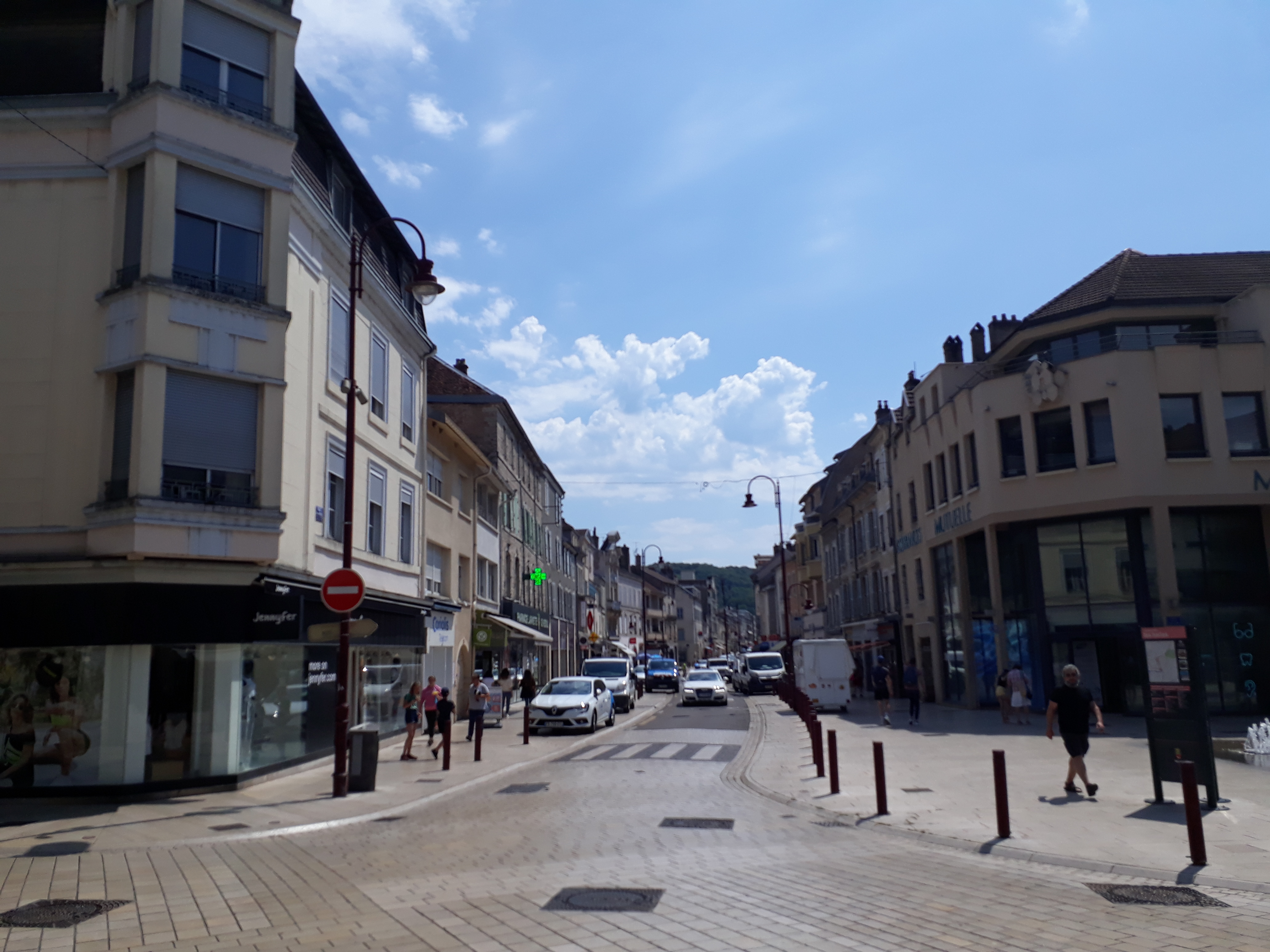
La rue Paul-Morel, l'une des rues du centre-ville.

La liste des voies de Vesoul répertorie quelques voies de circulation (rues, avenues, places, boulevards, squares etc.) de commune de Vesoul, dans le département de la Haute-Saône en France.
Nota : pour des raisons d'organisation interne au titrage des articles de la fr.wikipédia, cet article a pour titre « Liste des voies ». Mais ce n'est pas une simple « liste des voies ». Cet article répond à la définition du dictionnaire des rues : une publication qui donne — pour chaque voie de la commune concernée — des informations sur la toponymie, l'historique, les habitations intéressantes du point de vue historique ou architectural, etc.

## Historique
Au XIXe siècle, dans le cadre d'un plan d'alignement des rues, la commune décide de « faire inscrire de manière uniforme au coin des rues, ruelles et autour des places, les noms de chacune pour la commodité des étrangers, pour l'utilité du service public et surtout pour les logements militaires. ». Le conseil municipal officialise ce projet le 7 novembre 1837.
Jusqu'à la Seconde Guerre mondiale, les noms des rues de Vesoul sont donnés en référence à un lieu ou une spécificité locale (Breuil, Trau, Annonciades etc) et ne sont qu'exceptionnellement donné à des personnalités, hormis Gérôme et Bouvier entre autres. Après la guerre, des quartiers entiers voient le jour à Vesoul (Le Montmarin, Le Grand Grésil etc). La plupart des voies de ces nouveaux quartiers sont alors nommées en hommage à des personnalités nationales ou locales, à l'exception du quartier des Rêpes, où il a été décidé de donner des noms de fleurs.

## Types de voies

### Rues
| Nom de la voie             | Origine du nom et historique                                                                             | Nommé depuis le   | Anciens noms                                                   | Bâtiments remarquables et lieux de mémoire | Illustration           |
| -------------------------- | --- | ----------------- | -------------------------------------------------------------- | --- | ---------------------- |
| Rue de l'Aigle-Noir        | En référence à une ancienne auberge située dans la rue                                                   | 7 novembre 1837   |                                                                | Au no 17 : maison de naissance de l'ingénieur Eusèbe Galmiche et de décès de Jean-Charles Petitclerc, maire de Vesoul de 1866 à 1870 Au no 24 : maison de décès d'Étienne Bernard Rossen, maire de Vesoul de 1848 à 1857 | La rue de l'Aigle-Noir |
| Rue des Annonciades        | Nommée ainsi en raison de la présence de l'ancien couvent des Annonciades qui se situe dans la rue.      | 7 novembre 1837   | Aucun nom précédent                                            | Au no 1 : maison de décès du peintre Victor Jeanneney Au no 3 : vestiges du couvent des Annonciades |                        |
| Rue d'Alsace-Lorraine      | Elle tient son nom de l'Alsace-Lorraine, territoire français rattaché à l'Allemagne entre 1871 et 1919.  | 7 février 1901    | Rue du Centre (ou Grande rue du Centre)                        | Au no 3 : maison de naissance de l'ingénieur Arthur Constantin Krebs Au no 4 : première Cyber-base créée en France Au no 9 : maison de naissance du peintre Jean-Léon Gérôme le 11 mai 1824 Au no 22 : pâtisserie du chocolatier Mickaël Azouz Au no 25 : maison de naissance de l'enseignant et essayiste Auguste Haury le 28 février 1910 Au no 29 : maison de naissance du résistant Raymond Aubrac le 31 juillet 1914 |                        |
| Rue de la Banque           | Nommée ainsi en raison de la présence de l'ancien hôtel de la Banque de France qui se situe dans la rue. | 14 juillet 1869   |                                                                | Au no 8 : maison de naissance du militant Alfred Zengerlin |                        |
| Rue Baron-Bouvier          | En hommage à Claude-Joseph-Hyppolite Bouvier, bienfaiteur de la ville                                    | 7 février 1901    | Faubourg Haut Rue Haute                                        | Au no 1 : maison Cariage Au no 2 : hôtel de Mongenet Au no 10 : maison de décès de Nicolas Courcelle, maire de Vesoul en 1833 Au no 24 : maison de décès du député Vincent Ébaudy de Rochetaillé Au no 41 : collège de Marteroy |                        |
| Rue des Boucheries         | Nommée ainsi car autrefois l'abattoir de Vesoul était situé dans cette rue.                              | 7 novembre 1837   |                                                                | Au no 9 : maison de naissance de l'évèque Paul-Félix Beuvain de Beauséjour. |                        |
| Rue du Breuil              | En référence au « Breuil » un marécage qui était situé à proximité de la rue                             | 7 novembre 1837   |                                                                | Au no 11 : maison de naissance du résistant Georges Dreyfus. Au no 27 : maison de naissance du scientifique Édouard Belin Au no 39 : maison de naissance de l'aviatrice Louise de Coligny-Châtillon. Au no 48 : maison de naissance de l'athèle Robert Schurrer. | La rue du Breuil       |
| Rue du Châtelet            | En référence à une maison autrefois fortifiée se trouvant dans la rue                                    | 7 novembre 1837   |                                                                | Au no 9 : maison de décès du peintre Xaver Hecht | La rue du Châtelet     |
| Rue du Commandant-Girardot | En hommage au commandant Girardot (1887-1918) pour sa défense du fort de la Malmaison, près de Paris     | 7 mai 1920        | Rue de la Gare                                                 | Au no 3 : maison de naissance de l'acteur de cinéma Jean Peyrière et de décès du peintre Pierre-Alexandre Jeanniot Au no 5 : maison de naissance de Paul Heymès, maire de Vesoul de 1942 à 1944 |                        |
| Rue Derrière le Palais     | En référence au palais de justice, situé à proximité                                                     |                   |                                                                | Au no 8 : maison de naissance du compositeur Léon Reuchsel. |                        |
| Rue Georges-Genoux         | En hommage à Georges Genoux-Prachée, conseiller de préfecture à Vesoul et député de la Haute-Saône       | 1er novembre 1846 | Rue des Murs                                                   | Au no 20 : maison de naissance de l'avocat et homme politique Charles Reibel | La rue Georges-Genoux  |
| Rue Gevrey                 | Cette rue tire son nom d'un ancien bienfaiteur de la ville : le docteur Jean-Claude Gevrey.              | 7 février 1901    | Rue du Centre                                                  | | La rue Georges-Genoux  |
| Rue de la Halle            | En référence aux halles de Vesoul, situées à proximité                                                   | 7 novembre 1837   |                                                                | Au no 6 : maison de naissance de l'architecte Jean-Louis Humbaire | La rue de la Halle     |
| Rue Leblond                | En hommage au capitaine Leblond                                                                          |                   | 29 juillet 1861                                                | | La rue Leblond         |
| Rue des Illotes            | | 7 novembre 1837   |                                                                | Au no 1 : maison de décès de l'homme politique Pierre Petitperrin Au no 4 : maison de naissance du journaliste Auguste Gauvain Au no 5 : maison de naissance de l'entraîneur de cheveux de courses François Mathet |                        |
| Rue de Mailly              | En hommage à Antoine Mailly, maire de la ville de 1800 à 1813                                            | 7 novembre 1837   |                                                                | Au no 1 : hôtel de Magnoncourt | La rue de Mailly       |
| Rue du Palais              | En référence au palais de justice de Vesoul, situé à proximité                                           | 7 novembre 1837   |                                                                | Au no 1 : maison de décès du juriste et homme politique Claude-Bonaventure Vigneron | Rue du Palais          |
| Rue Paul-Morel             | En hommage à Paul Morel, maire de Vesoul de 1908 à 1933                                                  | 19 mars 1934      | Faubourg Bas Rue Basse Rue Carnot                              | Au no 7 : maison de naissance du sculpteur Jules Aimé Grosjean Au no 15 : maison de naissance de l'homme politique Paul Morel Au no 58 : hôtel de ville de Vesoul | La rue Paul-Morel      |
| Rue Paul-Petitclerc        | En hommage à Paul Petitclerc, géologue                                                                   | 25 mars 1938      | Rue de la Belle-Croix Rue de l'Administration Rue de la Mairie | Au no 1 : hôtel de Salives | La rue de Mailly       |
| Rue de la Préfecture       | En référence à l'hôtel de préfecture                                                                     | 7 novembre 1837   |                                                                | Au no 1 : hôtel de préfecture de la Haute-Saône Au no 2 : collège Gérôme Au no 16 : maison de décès du peintre Claude-Basile Cariage |                        |
| Rue du Presbytère          | En référence au presbytère de l'église Saint-Georges, église paroissiale de la ville                     | 7 novembre 1837   |                                                                | |                        |
| Rue Saint-Georges          | En référence au saint-patron de la ville                                                                 | 7 novembre 1837   | Ruelle Saint-François Rue derrière la Confrérie de la Croix    | Au no 3 : maison de décès de l'architecte Adrien Renahy Au no 4 : maison de naissance de l'acteur Barencey Au no 5 : maison de décès du député Claude Ferdinand Bobillier Au no 6 : maison de décès du député Jean-Charles Guerrin Au no 15 : maison de décès de Marie-Félix, Albert Grillet, maire de Vesoul en 1877 Au no 17 : temple protestant de Vesoul Au no 35 : maison de naissance de l'homme politique Harold Portalis et du patron de presse Édouard Portalis Au no 42 : maison de décès de Charles Emé Jules Meillier, maire de Vesoul de 1877 à 1892 | La rue Saint-Georges   |
| Rue Salengro               | En hommage à Roger Salengro                                                                              | 13 mars 1937      | Rue du Lycée Rue du Collège                                    | Aux no 4 et 6 : maison Ébaudy de Rochetaillé Au no 4 : maison de décès de Claude Petitclerc, maire de Vesoul de 1829 à 1830 Au no 5 : hôtel Thomassin Au no 12 : hôtel Lyautey de Genevreuille et maison de décès de l'architecte Charles Dodelier Au no 20 : maison de naissance du peintre et illustrateur Henri Dodelier | La rue Salengro        |
| Rue Saint-Martin           | En référence à Martin de Tours                                                                           | 7 novembre 1837   |                                                                | Au no 86 : maison de décès de l'enseignant Charles Godard | La rue Saint-Martin    |
| Rue Serpente               | | 7 novembre 1837   |                                                                | Au no 11 : maison de décès de Henri François Frin, maire de Vesoul de 1857 à 1866 |                        |
| Rue Simon-Renard           | En hommage à Simon Renard, ambassadeur et conseiller de l'empereur Charles Quint                         |                   | Rue des Boucheries                                             | Au no 14: hôtel Simon Renard |                        |
| Rue des Ursulines          | En référence au couvent des Ursulines, situé dans la rue                                                 | 26 mai 1979       | Rue du Théâtre Rue de l'École Normale                          | Au no 1 : couvent des Ursulines Au no 3 : maison de décès du militaire Jacques Bardenet Au no 12 : maison de naissance du peintre Lucien-Marie Pillot |                        |
| Rue Vendémiaire            | En référence à la période des vendanges (la rue permettait d'accéder autrefois aux vignes de la ville)   | 7 novembre 1837   |                                                                | | La rue Vendémiaire     |
| Petite rue du Palais       | En référence au palais de justice de Vesoul                                                              | 7 novembre 1837   |                                                                | Au no 2 : hôtel Pétremand Au no 9 : maison de décès de l'homme politique Georges Genoux-Prachée |                        |

### Places
| Nom de la voie         | Toponymie | Nommé depuis le  | Anciens noms                      | Bâtiments remarquables et lieux de mémoire | Illustration           |
| ---------------------- | --- | ---------------- | --------------------------------- | --- | ---------------------- |
| Place de l'Église      | En référence à l'église Saint-Georges de Vesoul                                                                                     | 7 novembre 1837  | Place de la Concorde (Révolution) | Au no 2 : hôtel Baressols Au no 8 : maison de naissance de la peintre Laurence Lévy-Bloch Au no 9 : hôtel Duchesne d'Aigrevaux Au no 18 : maison Parat Au no 28 : maison de naissance du peintre Xavier Garret Sur la place : fontaine « Rencontre » Sur la place : église Saint-Georges               | Place de l'Église      |
| Place du Grand-Puits   | Nommée ainsi en raison d'un puits qui y existait mais qui a été recouvert au début du XIXe siècle                                   | 7 novembre 1837  |                                   | Au no 5 : maison de décès de l'homme politique Jean-Baptiste Noirot |                        |
| Place du Palais        | Nommé en référence au palais de justice de Vesoul, situé sur la place                                                               | 7 novembre 1837  |                                   | Au no 4 : palais de justice Au no 5 : maison Barberousse Au no 14 : maison de décès du militaire et homme politique Maximilien-Prosper Foy Au no 20 : maison de naissance du dirigeant d'industrie Maurice Chavane Sur la place : Statue L'avocat allant plaider Sur la place : Fontaine à l'obélisque | Place du Palais        |
| Place du Trau          | En référence au « Trô » qui signifie cuve en comtois (servant à réceptionner le vin)                                                | 7 novembre 1837  | Place du Trô                      | | Place du Trau          |
| Place du 11e-Chasseurs | En référence au 11e régiment de chasseurs à cheval qui a été cantonné dans les anciennes casernes autour de la place de 1887 à 1939 | 3 juillet 1953   | Cour Wagram                       | Sur la place : monument de la Résistance haut-saônoise Autour de la place : caserne du Luxembourg | Place du 11e-Chasseurs |
| Place des Allées       | En référence aux Allées, le nom d'une ancienne promenade publique qui existait autrefois avant l'aménagement de la place            |                  | Les Allées Neuves                 | Sur la place : monument aux morts des Allées Sur la place : kiosque à musique | Place des Allées       |
| Place Edwige-Feuillère | En hommage à Edwige Feuillère, actrice de cinéma née à Vesoul                                                                       | 16 novembre 1998 |                                   | | Place Edwige-Feuillère |
| Place Pierre-Rénet     | En hommage à Pierre-Rénet, maire de Vesoul de 1953 à 1977                                                                           | 3 février 1989   | Champ de Foire                    | Au no 1 : hôtel de la Caisse d'épargne de Vesoul Sur la place : halles de Vesoul Sur la place : théâtre Edwige-Feuillère | Place Pierre-Rénet     |
| Place de la République | En référence au régime politique républicain                                                                                        | 7 février 1901   | Place Neuve                       | Sur la place : colonne commémorative des Mobiles de la Haute-Saône | Place de la République |

### Passages
| Nom de la voie          | Toponymie                               | Nommé depuis le | Anciens noms | Bâtiments remarquables et lieux de mémoire                                                                                               | Illustration            |
| ----------------------- | --------------------------------------- | --------------- | ------------ | --- | ----------------------- |
| Passage des Annonciades | En référence au couvent des Annonciades |                 |              | Au no 1 : maison de naissance de Nicolas Baulmont, maire de Vesoul de 1826 à 1829 Au no 3 : maison de naissance du réalisateur Jean Lods | Passage des Annonciades |

#### Ouvrages
- Henri Rameau, Vesoul d'autrefois, Gy, Imprimerie du Château, 1981, 86 p.

- Louis Suchaux, La Haute-Saône : dictionnaire historique, topographique et statistique des communes du département volume 2, Alain Suchaux, 1866, 412 p. (ISBN 1-271-69877-3, lire en ligne)

1. ↑  p. 354
2. 1 2  p. 355
3. ↑  p. 355-356

#### Autres sources
1. 1 2  Jocelyne Thiriet, Noms des rues de Vesoul, Vesoul, 2002, 43 p., p. 2
2. 1 2  Jocelyne Thiriet, Noms des rues de Vesoul, Vesoul, 2002, 43 p., p. 6
3. ↑  « Acte de naissance d'Eusèbe Galmiche », sur le site des archives départementales de la Haute-Saône (consulté le 25 décembre 2021).
4. ↑  « Acte de naissance de Jean-Charles Petitclerc », sur le site des archives départementales de la Haute-Saône (consulté le 19 octobre 2023).
5. ↑  « Acte de naissance d'Etienne Bernard Rossen », sur le site des archives départementales de la Haute-Saône (consulté le 19 octobre 2023).
6. ↑   Rue des Annonciades sur OpenStreetMap.
7. 1 2  Jocelyne Thiriet, Noms des rues de Vesoul, Vesoul, 2002, 43 p., p. 7
8. ↑  « Acte de décès de Victor Jeanneney », sur le site des archives départementales de la Haute-Saône (consulté le 25 décembre 2021).
9. ↑   Rue d'Alsace-Lorraine sur OpenStreetMap.
10. ↑  « Acte de naissance d'Arthur Constantin Krebs », sur le site des archives départementales de la Haute-Saône (consulté le 25 décembre 2021).
11. ↑  « Acte de naissance de Jean-Léon Gérôme », sur archives.haute-saone.fr (consulté le 25 décembre 2021).
12. ↑  « Acte de naissance d'Auguste Haury », sur le site des archives départementales de la Haute-Saône (consulté le 25 décembre 2021).
13. ↑  « Raymond Aubrac », sur estrepublicain.fr/ (consulté le 30 janvier 2013).
14. ↑  « Acte de naissance de Alfred Zengerlin », sur le site des archives départementales de la Haute-Saône (consulté le 19 juillet 2024).
15. 1 2  Jocelyne Thiriet, Noms des rues de Vesoul, Vesoul, 2002, 43 p., p. 10
16. ↑  « Hôtel de Mongenet », notice no PA00102290, sur la plateforme ouverte du patrimoine, base Mérimée, ministère français de la Culture
17. ↑  « Acte de décès de Nicolas Courcelle », sur le site des archives départementales de la Haute-Saône (consulté le 17 octobre 2023).
18. ↑  « Acte de décès de Vincent Ébaudy de Rochetaillé », sur le site des archives départementales de la Haute-Saône (consulté le 25 décembre 2021).
19. ↑  « Collège de Marteroy », notice no PA70000011, sur la plateforme ouverte du patrimoine, base Mérimée, ministère français de la Culture
20. ↑   Rue des Boucheries sur OpenStreetMap.
21. ↑  « Acte de naissance de Paul-Félix Beuvain de Beauséjour », sur le site des archives départementales de la Haute-Saône (consulté le 25 décembre 2021).
22. ↑  Jocelyne Thiriet, Noms des rues de Vesoul, Vesoul, 2002, 43 p., p. 11
23. ↑  « Acte de naissance de Georges Dreyfus », sur le site des archives départementales de la Haute-Saône (consulté le 16 mars 2024).
24. ↑  Bernard Auffray, Édouard Belin, le père de la télévision, 1981, 146 p. (ISBN 2307093125, lire en ligne).
25. ↑  « Acte de naissance de Louise de Coligny-Châtillon », sur le site des archives départementales de la Haute-Saône (consulté le 25 décembre 2021).
26. ↑  « Acte de naissance de Robert Schurrer », sur le site des archives départementales de la Haute-Saône (consulté le 25 décembre 2021).
27. ↑  Jocelyne Thiriet, Noms des rues de Vesoul, Vesoul, 2002, 43 p., p. 13
28. ↑  « Acte de décès de Xaver Hecht », sur archives.haute-saone.fr.
29. 1 2  Jocelyne Thiriet, Noms des rues de Vesoul, Vesoul, 2002, 43 p., p. 21
30. ↑  « Acte de naissance de Marie Henri Georges Jean Vaysse », sur le site des archives départementales de la Haute-Saône (consulté le 25 décembre 2021).
31. ↑  « Acte de décès », sur site des Archives départementales de la Haute-Saône.
32. ↑  « Acte de naissance de Paul Heymès », sur le site des archives départementales de la Haute-Saône (consulté le 25 décembre 2021).
33. ↑  « Acte de naissance de Léon Reuchsel », sur le site des archives départementales de la Haute-Saône (consulté le 25 décembre 2021).
34. ↑   Rue Georges-Genoux sur OpenStreetMap.
35. ↑  « Base de données historiques Georges Genoux-Prachée », sur assemblee-nationale.fr (consulté le 20 avril 2013).
36. ↑  « Acte de naissance de Charles Reibel », sur le site des archives départementales de la Haute-Saône (consulté le 25 décembre 2021).
37. ↑  Jocelyne Thiriet, Noms des rues de Vesoul, Vesoul, 2002, 43 p., p. 20
38. ↑   Rue de la Halle sur OpenStreetMap.
39. ↑  Jocelyne Thiriet, Noms des rues de Vesoul, Vesoul, 2002, 43 p., p. 22
40. ↑  « Acte de naissance de Jean-Louis Humbaire », sur archives.haute-saone.fr.
41. ↑  Jocelyne Thiriet, Noms des rues de Vesoul, Vesoul, 2002, 43 p., p. 26
42. ↑  Jocelyne Thiriet, Noms des rues de Vesoul, Vesoul, 2002, 43 p., p. 23
43. ↑  « Acte de décès de Pierre Petitperrin », sur le site des archives départementales de la Haute-Saône (consulté le 25 décembre 2021).
44. ↑  « Acte de naissance d'Auguste Gauvain », sur le site des archives départementales de la Haute-Saône (consulté le 25 décembre 2021).
45. ↑  « Acte de naissance de François Mathet », sur le site des archives départementales de la Haute-Saône (consulté le 25 décembre 2021).
46. ↑   Rue de Mailly sur OpenStreetMap.
47. ↑  Jocelyne Thiriet, Noms des rues de Vesoul, Vesoul, 2002, 43 p., p. 27
48. ↑  « Hôtel de Magnoncourt », notice no PA00102289, sur la plateforme ouverte du patrimoine, base Mérimée, ministère français de la Culture
49. 1 2 3  Jocelyne Thiriet, Noms des rues de Vesoul, Vesoul, 2002, 43 p., p. 32
50. ↑  « Acte de décès de Claude-Bonaventure Vigneron », sur le site des archives départementales de la Haute-Saône (consulté le 25 décembre 2021).
51. ↑  Jocelyne Thiriet, Noms des rues de Vesoul, Vesoul, 2002, 43 p., p. 30
52. ↑  « Acte de naissance de Jules Aimé Grosjean », sur Archives départementales de la Haute-Saône.
53. ↑  « Acte de naissance de Paul Morel », sur le site des archives départementales de la Haute-Saône (consulté le 25 décembre 2021).
54. ↑  Jocelyne Thiriet, Noms des rues de Vesoul, Vesoul, 2002, 43 p., p. 34
55. ↑  Société d'agriculture, lettres, sciences et arts de la Haute-Saône, Bulletin n°18, 1887, 330 p. (lire en ligne), p. 20-21.
56. ↑  Jocelyne Thiriet, Noms des rues de Vesoul, Vesoul, 2002, 43 p., p. 36
57. ↑  « Acte de décès de Claude-Basile Cariage », sur le site des archives départementales de la Haute-Saône (consulté le 25 décembre 2021).
58. ↑   Rue du Presbytère sur OpenStreetMap.
59. 1 2 3  Jocelyne Thiriet, Noms des rues de Vesoul, Vesoul, 2002, 43 p., p. 37
60. ↑  Jocelyne Thiriet, Noms des rues de Vesoul, Vesoul, 2002, 43 p., p. 38
61. ↑  « Acte de naissance de Marcel Léon Louis-Marie Fitsch », sur le site des archives départementales de la Haute-Saône (consulté le 25 décembre 2021).
62. ↑  « Acte de décès de Claude Ferdinand Bobillier », sur le site des archives départementales de la Haute-Saône (consulté le 25 décembre 2021).
63. ↑  « Acte de décès de Jean-Charles Guerrin », sur le site des archives départementales de la Haute-Saône (consulté le 25 décembre 2021).
64. ↑  « Acte de décès de Marie-Félix, Albert Grillet », sur archives.haute-saone.fr (consulté le 25 décembre 2021).
65. ↑  « Temple protestant de Vesoul », notice no PA70000120, sur la plateforme ouverte du patrimoine, base Mérimée, ministère français de la Culture
66. ↑  « Acte de naissance d'Édouard Portalis », sur archives.haute-saone.fr (consulté le 25 décembre 2021).
67. ↑  « Acte de décès de Charles Emé Jules Meillier », sur le site des archives départementales de la Haute-Saône (consulté le 17 octobre 2023).
68. 1 2  Jocelyne Thiriet, Noms des rues de Vesoul, Vesoul, 2002, 43 p., p. 39
69. ↑  « Maison Ébaudy de Rochetaillé », notice no PA70000010, sur la plateforme ouverte du patrimoine, base Mérimée, ministère français de la Culture
70. ↑  « Acte de décès de Claude Petitclerc », sur le site des archives départementales de la Haute-Saône (consulté le 25 décembre 2021).
71. ↑  « Hôtel Thomassin », notice no PA00102291, sur la plateforme ouverte du patrimoine, base Mérimée, ministère français de la Culture
72. ↑  « Hôtel Lyautey de Genevreuille », notice no PA70000092, sur la plateforme ouverte du patrimoine, base Mérimée, ministère français de la Culture
73. ↑  « Acte de décès de Charles Dodelier », sur le site des archives départementales de la Haute-Saône (consulté le 8 juin 2024).
74. ↑  « Acte de naissance de Henri Dodelier », sur le site des archives départementales de la Haute-Saône (consulté le 25 décembre 2021).
75. ↑  « Acte de décès de Charles Godard », sur le site des archives départementales de la Haute-Saône (consulté le 11 juillet 2024).
76. ↑  Jocelyne Thiriet, Noms des rues de Vesoul, Vesoul, 2002, 43 p., p. 40
77. ↑  « Acte de décès de Henri François Frin », sur le site des archives départementales de la Haute-Saône (consulté le 19 octobre 2023).
78. ↑  « Hôtel de Simon Renard », notice no PA70000081, sur la plateforme ouverte du patrimoine, base Mérimée, ministère français de la Culture
79. 1 2  Jocelyne Thiriet, Noms des rues de Vesoul, Vesoul, 2002, 43 p., p. 41
80. ↑  « Couvent des Ursulines », notice no PA00102335, sur la plateforme ouverte du patrimoine, base Mérimée, ministère français de la Culture
81. ↑  « Acte de décès de Jacques Bardenet », sur le site des archives départementales de la Haute-Saône (consulté le 25 décembre 2021).
82. ↑  « Acte de naissance de Lucien-Marie Pillot », sur le site des archives départementales de la Haute-Saône (consulté le 25 octobre 2023).
83. ↑   Rue Vendémiaire sur OpenStreetMap.
84. ↑  Voir Vesoul, Haute-Saône p. 32 : de Dominique Guénot, 2004
85. ↑  Jocelyne Thiriet, Noms des rues de Vesoul, Vesoul, 2002, 43 p., p. 42
86. ↑  « Acte de décès de Georges Genoux-Prachée », sur le site des archives départementales de la Haute-Saône (consulté le 25 décembre 2021).
87. ↑  Jocelyne Thiriet, Noms des rues de Vesoul, Vesoul, 2002, 43 p., p. 17
88. ↑  « Hôtel Baressols », notice no PA00102288, sur la plateforme ouverte du patrimoine, base Mérimée, ministère français de la Culture
89. ↑  « Acte de naissance de Laurence Lévy-Bloch », sur archives.haute-saone.fr.
90. ↑  « Acte de naissance de Xavier Garret », sur archives.haute-saone.fr.
91. ↑  « Église Saint-Georges », notice no PA00102287, sur la plateforme ouverte du patrimoine, base Mérimée, ministère français de la Culture
92. ↑  « Acte de décès de Jean-Baptiste Noirot », sur le site des archives départementales de la Haute-Saône (consulté le 25 décembre 2021).
93. ↑  « Palais de justice », notice no PA00102292, sur la plateforme ouverte du patrimoine, base Mérimée, ministère français de la Culture
94. ↑  « Acte de décès de Maximilien-Prosper Foy », sur le site des archives départementales de la Haute-Saône (consulté le 25 décembre 2021).
95. ↑  « Acte de naissance de Maurice Chavane », sur le site des archives départementales de la Haute-Saône (consulté le 25 décembre 2021).
96. ↑  Jocelyne Thiriet, Noms des rues de Vesoul, Vesoul, 2002, 43 p., p. 31
97. ↑  « Monument aux morts des Allées », notice no PA70000125, sur la plateforme ouverte du patrimoine, base Mérimée, ministère français de la Culture
98. ↑  « Kiosque des Allées à Vesoul »(Archive.org • Wikiwix • Archive.is • Google • Que faire ?), sur fondation-patrimoine.org (consulté le 25 octobre 2016).
99. ↑  Jocelyne Thiriet, Noms des rues de Vesoul, Vesoul, 2002, 43 p., p. 18
100. ↑  « Acte de naissance de Nicolas Baulmont », sur le site des archives départementales de la Haute-Saône (consulté le 16 octobre 2023).
101. ↑  « Acte de naissance de Jean Lods », sur le site des archives départementales de la Haute-Saône (consulté le 25 décembre 2021).